# Марк фон Гаґен
Марк фон Гаґен (англ. Mark von Hagen; 21 липня 1954, Цинциннаті  — 15 вересня 2019) — американський історик, професор російської, української та євразійської історії в Університеті штату Аризона (США). Фон Гаґен входив до видавничої ради журналів Ab Imperio та Критика, був членом редакції Львівського мілітарного альманаху «Цитаделя» [Архівовано 20 січня 2021 у Wayback Machine.], очолював Міжнародну асоціацію україністів в 2002—2005 рр.

## Біографія
Народився в сім'ї кадрового американського військовика. Навчався в Джоржтаунському університеті, в Університеті Індіани в Блумінгтоні та в Стенфордському університеті. В 1975—1976 роках відвідував СРСР у рамках програми обмінів із Ленінградським університетом. 1985 року здобув ступінь PhD з історії та гуманітарних наук у Стенфордському університеті. Викладав в Стенфордському, Єльському, Колумбійському університетах, у Вільному університеті Берліна, а також у Вищій школі соціальних наук в Парижі. Він був асоційованим директором та директором Інституту Гаррімана (1989 — 2001 рр.).
Відома стаття Марка фон Гаґена «Чи має Україна історію?», спричинила широку наукову дискусію щодо конструювання та представлення української історії в європейській та світовій гуманітаристиці.
Помер 15 вересня 2019 року.